# The Splatterhorn
The Splatterhorn è il centoventunesimo album in studio del chitarrista statunitense Buckethead, pubblicato il 15 novembre 2014 dalla Hatboxghost Music.

## Il disco
Novantaduesimo disco appartenente alla serie "Buckethead Pikes", The Splatterhorn è il primo dei quattro album pubblicati dal chitarrista durante il mese di novembre 2014 e contiene un unico brano, intitolato Horn, suddiviso in nove parti.

## Tracce
Musiche di Buckethead.
1. Horn 1 – 2:39
2. Horn 2 – 3:07
3. Horn 3 – 4:19
4. Horn 4 – 3:48
5. Horn 5 – 3:03
6. Horn 6 – 3:17
7. Horn 7 – 4:02
8. Horn 8 – 3:05
9. Horn 9 – 2:52

## Formazione
- Buckethead – chitarra, basso, programmazione